# Anni beati
Anni beati è un romanzo del 1979 scritto da Carlo Castellaneta.

## Trama
Claudio, dopo una serata passata al cinema con un amico, si invaghisce della bella Simona. Dopo avere avuto la possibilità di rincontrarla, riesce a conoscere la famiglia e scopre che il padre Riccardo è il proprietario di un'azienda produttrice di radio e fonografi, la Fono Villani.
Da subito Claudio si invaghisce di Paola, la sorella maggiore di Simona e promessa sposa di Alessandro. Dopo un primo periodo di apprendistato, Claudio viene posto come un dirigente dell'azienda di famiglia, il cui nome è cambiato in Erz, come proposto dallo stesso Claudio. Claudio e Simona si sposano, ma Claudio rimane innamorato di Paola. Dopo qualche mese di matrimonio Paola ha un bambino, Valerio. Successivamente Alessandro muore in un incidente stradale. Dopo la morte di Alessandro, Paola stanca di essere mantenuta dal suocero, decide di tornare a lavorare per l'azienda del padre, lasciando a Claudio il sogno di un amore proibito.

## Edizioni
- Carlo Castellaneta, Anni beati, Rizzoli, Milano 1979
- Carlo Castellaneta, Anni beati, introduzione di Antonio De Lorenzi, Rizzoli, Milano 1982